# Cankova
Cankova (mađarski: Vashidegkút, njemački: Kaltenbrunn) je naselje i središte istoimene općina u sjevernoj Sloveniji. Cankova se nalazi u blizini granice s Austrijom

## Poznate osobe
- Jožef Borovnjak
- Avgust Pavel

## Vanjske poveznice
- Satelitska snimka naselja  Arhivirana inačica izvorne stranice od 29. srpnja 2017. (Wayback Machine)